# Filinto Ramalho
Filinto Elísio de Sousa Ramalho (Fataunços, Vouzela, 5 de novembro de 1917 – Sacavém, 1 de dezembro de 2001), foi, durante perto de sessenta anos, prior de Sacavém, cidade à qual devotou desde sempre o maior carinho e dedicação.

## Biografia
Após a conclusão dos estudos no seminário, assumiu, em 1942, várias paróquias da zona oriental de Lisboa – para além de Sacavém, era também padre de Camarate, Charneca, Apelação e Unhos, paróquias que acabariam por se autonomizar face à de Sacavém devido à sua acção pastoral.
A sua acção religiosa passou também pela aquisição de alguns edíficios religiosos nas mãos do Estado ou de particulares para a posse do Patriarcado de Lisboa, designadamente a Igreja Matriz Paroquial de Nossa Senhora da Purificação de Sacavém, ou ainda a Capela de Nossa Senhora da Nazaré, no Catujal (Unhos). Além disso, contribuiu também para a preservação de vários edifícios religiosos sob a sua alçada (designadamente a Igreja Matriz sacavenense, que conheceu obras de profundo restauro, ou ainda a Capela de Nossa Senhora da Saúde e Santo André).
As preocupações de ordem social foram também uma constante no seu trajecto de vida; assim, em 15 de agosto de 1943, foi um dos co-fundadores dos Serviços de Assistência Materno-Infantil (vulgo Lactário). Em 1955, graças aos seus esforços, vê concretizado o sonho da construção de um parque infantil na então vila de Sacavém.
Em 2 de junho de 1979, vê enfim inaugurado, pelas mãos do Cardeal-Patriarca de Lisboa D. António Ribeiro, um seu projecto de anos – o Centro Social Paroquial de Sacavém, que a população local, em gesto de reconhecimento, designa como a «Obra do Padre».
Estudioso da história, em particular da eclesiástica, redigiu alguns opúsculos com essa temática relacionados com a paróquia que conduziu ao longo de vários anos: «Alberione Profecta e Apóstolo dos Novos Tempos», «Memórias de Sacavém» (1987) ou «A Nossa Igreja Matriz de Sacavém: memoração» (1994), tendo ainda escrita uma peça de teatro inédita até à data da sua morte, «Narração da Paixão Segundo Os Evangelistas» (seria apenas representada nas comemorações do primeiro aniversário do seu falecimento).
Foi sócio de praticamente todas as colectividades e associações, de índole desportiva, recreativa ou cultural, de Sacavém.

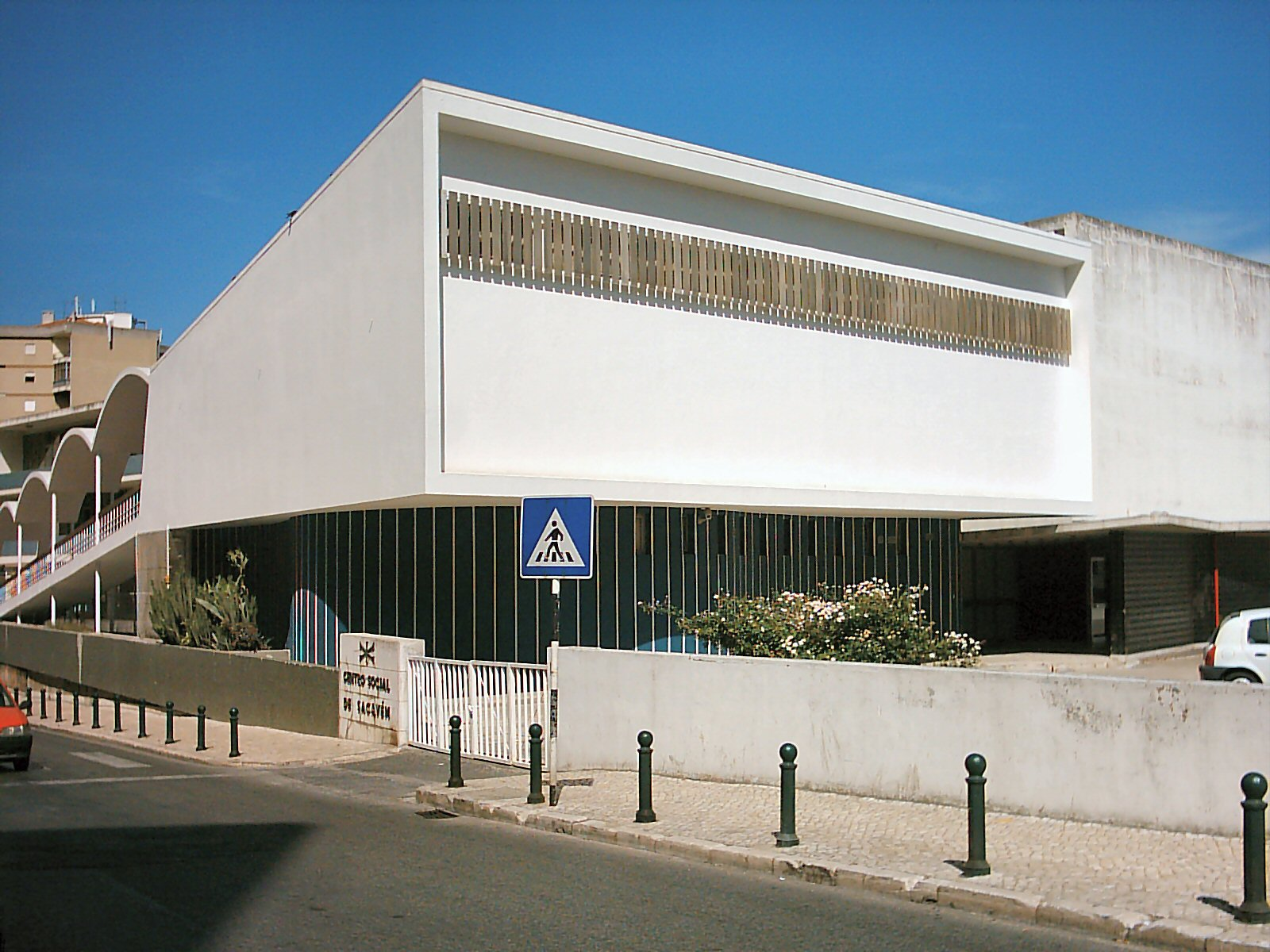
A Obra do Padre.

Em 1968, num primeiro gesto de reconhecimento e gratitude, o seu nome foi atribuído à rua onde se começava a edificar a «Obra do Padre».
A Câmara municipal de Loures homenageou-o como distinta personalidade concelhia em 1993, tendo-o agraciado com a Medalha de Honra do Município. Porém, a maior manifestação de apreço por parte dos cidadãos da sua terra adoptiva decorreu com as comemorações do quinquagésimo aniversário da sua chegada a Sacavém (ainda no ano de 1992), e que culminaram na colocação do seu busto à entrada da Igreja Matriz de Sacavém.
O Padre Filinto Ramalho, porém, nunca esqueceu a sua terra natal, tendo contribuído decisivamente para a fundação do Centro Social de Fataunços. Em 22 de setembro de 1992, o seu nome passou também a fazer parte da toponímia local de Fataúnços.
Viria a falecer, tragicamente, em 1 de dezembro de 2001, vítima da deflagração de um incêndio na residência paroquial, contígua à Igreja; não obstante a intervenção dos bombeiros, não foi possível resgatar com vida o Prior Filinto Ramalho. Foi sepultado no Cemitério de Sacavém.
A cidade porém não esqueceu este personagem capaz de congregar o respeito e a admiração de todos, crentes ou não; assim sendo, em reunião extraordinária da Assembleia de Freguesia de 16 de abril de 2002, foi deliberado, por unanimidade, homenagear de forma digna o antigo prior de Sacavém – evento a que se não se tardaram a ligar não só os órgãos autárquicos locais, como ainda a Câmara de Loures, a paróquia de Sacavém e os demais movimentos associativos da cidade.